# Niklaus Zeerleder

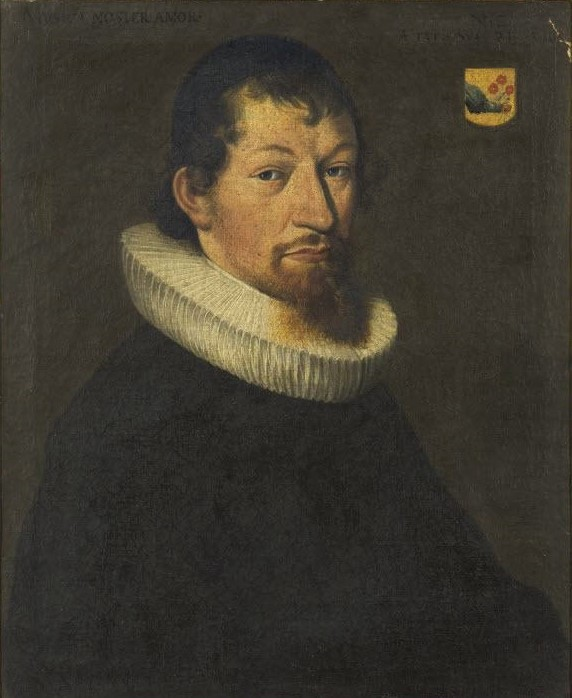
Niklaus Zeerleder, anonymes Bildnis mit der Inschrift MVSICA NOSTER AMOR (1659)

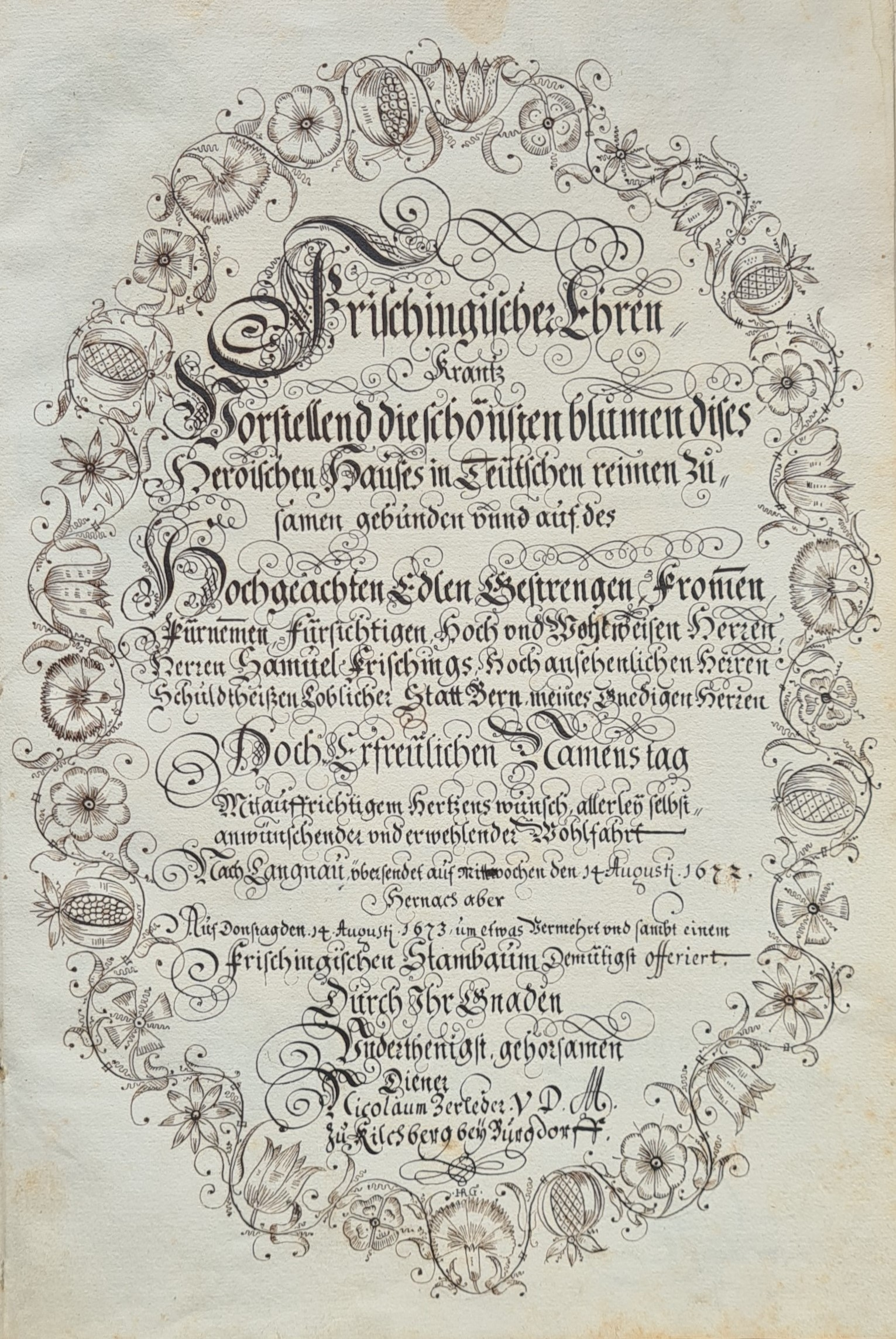
Niklaus Zeerleder, Namenstagswunsch für Samuel Frisching (1673)

Niklaus Zeerleder (getauft 10. Juli 1628; † 5. Juli 1691, heimatberechtigt in Bern) war ein Schweizer Theologe.

## Leben
Niklaus Zeerleder wurde als Sohn des Pfarrers Niklaus Zeerleder (1601–1670) und der Katharina Dürrholz geboren. Er studierte Theologie, vermutlich an der Hohen Schule in Bern. 1649 wurde er Provisor (Lehrer an der Hohen Schule) in Bern, 1652 übernahm er das Amt als Kantor (Musiklehrer an der Hohen Schule). In den Jahren 1660 bis 1691 war er Pfarrer in Kirchberg, ab 1684 zusätzlich Dekan der Klasse Burgdorf. 1685 stiftete er 100 Taler zu Gunsten armer Witwen und Waisen von Geistlichen, die im Kapitel Burgdorf gedient hatten. Den Schulen des Kirchspiels Kirchberg stiftete er 450 Kronen sowie in die Kirche eine Vesperglocke. Er war 1666 Mitstifter des Abendmahlstisches in der Kirche Kirchberg und schenkte der Pfarrei einen Abendmahlskelch, der 1809 gestohlen und durch seinen Deszendenten Ludwig Zeerleder ersetzt wurde.
Zeerleder vermählte sich 1651 mit Anna Maria Fasnacht, mit der er sieben Kinder hatte. 1661 heiratete er in zweiter Ehe Barbara Düring, mit der er nochmals sechs Kinder hatte. In dritter Ehe war er mit Margaretha Matthey verheiratet. Aus der ersten Ehe stammt die Linie der späteren Spezierer und Bankiers Zeerleder ab, aus der zweiten Ehe stammte der Apotheker Johann Jakob Zeerleder, der mit der Pietistin Margret Zeerleder-Lutz verheiratet war.
Mit der bei Georg Sonnleitner in der Obrigkeitlichen Druckerei gedruckten Musica figuralis [...] brachte Zeerleder das erste bernische Musik-Lehrbuch heraus. Unter dem Titel Frischingischer Ehrenkranz verfasste er 1672 einen Namenstagswunsch zu Ehren des Schultheissen Samuel Frisching, samt Stammbaum der Familie Frisching.

## Werke
- Nicolaus Zeerleder: Musica figuralis oder [...] Unterweysung der Singkunst zu gutem der Jugend der Schulen zu Bärn [...] Bern 1658 (hab.de).